# Neusorgefeld
Neusorgefeld ist ein Gemeindeteil von Walddrehna, einem Ortsteil der Gemeinde Heideblick im Landkreis Dahme-Spreewald in Brandenburg. Bis zu seiner Eingemeindung nach Walddrehna am 1. Januar 1961 war Neusorgefeld eine eigenständige Gemeinde.

## Lage
Neusorgefeld liegt im Westen der Niederlausitz auf einer Waldlichtung in der Rochauer Heide, etwa zwölf Kilometer Luftlinie südwestlich der Stadt Luckau. Umliegende Ortschaften sind Wüstermarke im Norden, Waltersdorf im Nordosten, Gehren im Osten, Walddrehna im Südosten, Schwarzenburg im Südwesten, die im Landkreis Elbe-Elster liegenden Dörfer Hohenbucko und Lebusa im Westen sowie das im Landkreis Teltow-Fläming liegende Altsorgefeld im Nordwesten.
Von Neusorgefeld aus führt eine Straße nach Gehren und eine Straße nach Walddrehna. Die Landesstraße 562 verläuft etwa drei Kilometer östlich des Dorfes.

## Geschichte
Erstmals urkundlich erwähnt wurde Neusorgefeld im Jahr 1778 als Vorwerk der Herrschaft Lebusa. Der Ortsname beschreibt eine Siedlung auf trockenem beziehungsweise kargem Boden. Damals gehörte der Ort zum historischen Amt Schlieben.
Als Ergebnis des Wiener Kongresses im Jahr 1815 kam die gesamte Niederlausitz an das Königreich Preußen. Dort lag die Gemeinde Neusorgefeld im Landkreis Schweinitz im Regierungsbezirk Merseburg der Provinz Sachsen. Nach der Auflösung der Provinz Sachsen im April 1944 kam Neusorgefeld in die Provinz Halle-Merseburg. Von 1947 bis Juli 1952 lag die Gemeinde Neusorgefeld somit in Sachsen-Anhalt. Am 1. Juli 1950 wurde der Landkreis Schweinitz in Landkreis Herzberg umbenannt und die Gemeinde Neusorgefeld sowie vier weitere Gemeinden wurden in den Landkreis Luckau im Land Brandenburg umgegliedert.
Bei der Kreisneubildung in der DDR am 25. Juli 1952 wurde Neusorgefeld dem neu gegründeten Kreis Luckau im Bezirk Cottbus zugeordnet. Am 1. Januar 1961 wurde die Gemeinde Neusorgefeld nach Walddrehna eingemeindet. Nach der Wende lag Neusorgefeld zunächst im brandenburgischen Landkreis Luckau, nach der Kreisreform im Dezember 1993 kam das Dorf zum Landkreis Dahme-Spreewald. Am 26. Oktober 2003 wurde die Gemeinde Walddrehna mit ihren Ortsteilen in die Gemeinde Heideblick eingemeindet. Neusorgefeld wurde daraufhin von einem Orts- zu einem Gemeindeteil herabgestuft.

## Einwohnerentwicklung
| 1875 | 38 | 1910 | 31 | 1933 | 26 | 1946 | 29 |
| 1890 | 35 | 1925 | 31 | 1939 | 22 | 1950 | 26 |